# Polybona Films
Beijing Polybona Film Distribution Co. Ltd. (保利博纳电影发行公司), aussi appelé Polybona Films et Bona Film Group, est une société de production et de distribution de cinéma chinoise fondée en 1999 et basée à Pékin. Filiale de China Poly Group, c'est l'une des plus grandes sociétés de distribution de films de Chine.
Elle est considérée comme le « Miramax chinois » par le magazine britannique Screen International en 2005, et son PDG Yu Dong (en) est décrit comme l'un des « cinéastes les plus influents dans l'avenir » par The Hollywood Reporter en novembre 2006,. En 2007, le magazine américain Variety reconnait le succès de la croissance de Polybona Films et écrit avec beaucoup d’attention sur sa transformation de Miramax en Paramount.

## Histoire
Fondée en 1999, Polybona est la première entreprise privée nationale à recevoir une licence de distribution de films de l'administration nationale de la radio et de la télévision (en). En novembre 2003, elle fusionne avec China Poly Group, un conglomérat d'entreprises de l'armée chinoise pour former PolyBona Film Distribution.
La société a distribué plus de 120 films nationaux et étrangers tels que Confession of Pain, Protégé, The Myth, Initial D et Dragon Tiger Gate, générant plus d'un milliard de yuan (environ 130 millions US$) de recettes au box-office, récoltant ainsi plus de 20% de part de marché globale pendant cinq années consécutives. Elle a également coproduit plus de 20 longs métrages tels que Les Seigneurs de la guerre, Les Trois Royaumes, Flashpoint et After This Our Exile.
En 2014, la société récolte 10% du box-office chinois, totalisant 3 milliards de yuans de recettes pour 12 films distirbués, ce qui en fait également le quatrième distributeur de films en Chine, avec 5,99% du marché. En avril 2015, l'entreprise vaut 542 millions US$. Au premier trimestre 2015, elle affiche un bénéfice brut de 45 millions US$, un chiffre d'affaires de 117,6 millions US$ et des recettes au box-office de 257 millions US$.
En novembre 2015, Bona investit 235 millions US$ dans le studio américain TSG Entertainment, aboutissant à une participation dans six films distribués par la 20th Century Fox, comme Seul sur Mars (2015).
En 2016, la société détient une part de marché de 9%, avec des recettes de 3,7 milliards de yuans (532,2 millions US$).

## Productions (liste non exhaustive)
| Année | Titre                                        | Réalisateur                      |
| ----- | -------------------------------------------- | -------------------------------- |
| 2014  | From Vegas to Macau                          | Wong Jing                        |
| 2014  | The White Haired Witch of Lunar Kingdom (en) | Jacob Cheung                     |
| 2014  | La Bataille de la Montagne du Tigre          | Tsui Hark                        |
| 2015  | From Vegas to Macau 2                        | Wong Jing                        |
| 2016  | Operation Mekong                             | Dante Lam                        |
| 2015  | Sword Master (en)                            | Derek Yee                        |
| 2015  | Bride Wars (en)                              | Tony Chan                        |
| 2015  | The Treasure (en)                            | Ronald Cheng (en) et Gordon Chan |
| 2016  | Un jour dans la vie de Billy Lynn            | Ang Lee                          |
| 2017  | Phantom of the Theatre (en)                  | Raymond Yip (en)                 |
| 2017  | Operation Red Sea                            | Dante Lam                        |
| 2019  | L'Incroyable Aventure de Bella               | Charles Martin Smith             |
| 2019  | Once Upon a Time… in Hollywood               | Quentin Tarantino                |